# Ципі Лівні
Ципора (Ципі) Лівні (івр. ציפורה (ציפי) ליבני народилася 8 липня 1958, Тель-Авів) — державна діячка Ізраїлю, колишня виконувачка обов'язків прем'єр-міністра Ізраїлю та міністр закордонних справ, депутатка Кнесета від партії «Кадіма», а з 17 вересня 2009 року голова цієї партії, феміністка.